# Adria International Raceway
Adria International Raceway is een permanent circuit in de buurt van Adria in de regio Veneto in Noord-Italië. Het circuit is 2,702 kilometer lang. Grote sportevenementen die het circuit heeft georganiseerd, zijn de FIA GT, het Italiaanse Formule 3-kampioenschap, de DTM en de Formule 3 Euroseries. Begin september 2010 organiseert het circuit zijn eerste Superleague Formula-race.